# 全在滋
全在滋（？年—？年），或作全在兹，字任文，广西桂林府靈川縣人。明末政治人物。

## 生平
天啓四年（1624年）甲子科广西乡试舉人，崇祯四年（1631年）辛未科进士，初授昆山知县，不久改任衡阳，被衡阳人叫做慈父。